# MTF

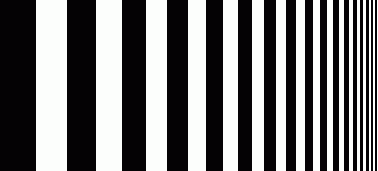
Patrón clásico simple que se usa para evaluar la MTF de un sistema óptico, como puede ser un objetivo.

Modulation Transfer Function o Función de Transferencia de Modulación (FTM), en fotografía, es la herramienta matemática utilizada para calcular las razones que relacionan el contraste y su poder de resolución, señalando tanto la nitidez como la calidad de una imagen fotográfica. La principal ventaja de esta herramienta de análisis es que no se obtiene tan solo una relación directa de dos aspectos fundamentales en la percepción humana, sino que además lo hace para todas las frecuencias de la imagen.
El procedimiento consiste básicamente en evaluar cómo un sistema fotográfico reproduce un borde para que la resolución del dispositivo resulte perfecto. Y cuantificar cuál ha sido el decaimiento de la calidad de la reproducción respecto del original. Dado que un borde entre un área blanca y una negra contiene todas las frecuencias posibles, la curva de MTF que se genera describe de forma muy precisa el comportamiento de un sistema fotográfico.
Las curvas MTF se pueden generar para los tres canales de color y de esta manera obtener información de la fidelidad con la que se reproduce el color.
En computación se ven diferentes funciones de transferencia:
PSF: Point Spread Function (system impulse response)

OTF: Optical Transfer Function 

MTF: Modulation Transfer Function

PTF: Phase Transfer Function

## En acústica
En acústica, la función de transferencia de modulación se utiliza para evaluar cómo se ven afectadas las modulaciones en amplitud de señal durante la transmisión de una señal determinada. La MTF (FTM) para una señal de banda estrecha se calcula por la relación de contrastes (señal modificada - señal original) para modulaciones de amplitud de 1 a 12 Hz. La MTF es la base de determinadas mediciones de inteligibilidad del habla, especialmente el Speech Transmission Index (STI).